# Chapciec
Chapciec (en francès Chassiecq) és un municipi occità, situat al departament del Charente i a la regió de la Nova Aquitània. L'any 2007 tenia 167 habitants.

## Demografia

### Població
El 2007 la població de fet de Chapciec era de 167 persones. Hi havia 76 famílies de les quals 24 eren unipersonals (12 homes vivint sols i 12 dones vivint soles), 32 parelles sense fills, 12 parelles amb fills i 8 famílies monoparentals amb fills.
La població ha evolucionat segons el següent gràfic:
Habitants censats

### Habitatges
El 2007 hi havia 115 habitatges, 82 eren l'habitatge principal de la família, 18 eren segones residències i 15 estaven desocupats. 113 eren cases i 1 era un apartament. Dels 82 habitatges principals, 69 estaven ocupats pels seus propietaris, 11 estaven llogats i ocupats pels llogaters i 2 estaven cedits a títol gratuït; 7 tenien dues cambres, 16 en tenien tres, 23 en tenien quatre i 36 en tenien cinc o més. 65 habitatges disposaven pel capbaix d'una plaça de pàrquing. A 41 habitatges hi havia un automòbil i a 32 n'hi havia dos o més.

### Piràmide de població
La piràmide de població per edats i sexe el 2009 era:
| Homes | Edats   | Dones |
| ----- | ------- | ----- |
| 0     | 95 o +  | 0     |
| 0     | 90 a 94 | 0     |
| 0     | 85 a 89 | 4     |
| 12    | 80 a 84 | 0     |
| 4     | 75 a 79 | 12    |
| 4     | 70 a 74 | 4     |
| 8     | 65 a 69 | 12    |
| 0     | 60 a 64 | 8     |
| 4     | 55 a 59 | 0     |
| 4     | 50 a 54 | 0     |
| 8     | 45 a 49 | 12    |
| 12    | 40 a 44 | 8     |
| 4     | 35 a 39 | 4     |
| 4     | 30 a 34 | 4     |
| 0     | 25 a 29 | 0     |
| 0     | 20 a 24 | 0     |
| 12    | 15 a 19 | 0     |
| 8     | 10 a 14 | 4     |
| 4     | 5 a 9   | 0     |
| 4     | 0 a 4   | 0     |

## Economia
El 2007 la població en edat de treballar era de 100 persones, 51 eren actives i 49 eren inactives. De les 51 persones actives 49 estaven ocupades (31 homes i 18 dones) i 2 estaven aturades (2 dones i 2 dones). De les 49 persones inactives 29 estaven jubilades, 5 estaven estudiant i 15 estaven classificades com a «altres inactius».

### Ingressos
El 2009 a Chassiecq hi havia 78 unitats fiscals que integraven 161 persones, la mediana anual d'ingressos fiscals per persona era de 13.824 €.

### Activitats econòmiques
Dels 5 establiments que hi havia el 2007, 1 era d'una empresa extractiva, 2 d'empreses de construcció i 2 d'empreses de comerç i reparació d'automòbils.
Dels 3 establiments de servei als particulars que hi havia el 2009, 2 eren paletes i 1 electricista.
L'any 2000 a Chassiecq hi havia 20 explotacions agrícoles que ocupaven un total de 1.134 hectàrees.

## Poblacions més properes
El següent diagrama mostra les poblacions més properes.